# Cavalieri di Pietro Claver
I Cavalieri di Pietro Claver (Knights of Peter Claver) e le relative Ausiliarie sono la più grande e antica organizzazione continuativa di laici cattolici prevalentemente afroamericani.

## Storia
L'organizzazione fu fondata nel 1909 dal padre giosefita Conrad Friedrich Rebesher, nativo di Kłodawa, in Polonia, che svolgeva il Servizio Divino presso la chiesa parrocchiale del Sacro Cuore di Maria a Mobile in Alabama. I primi confratelli furono i giosefiti Padre Conrad Friedrich Rebesher, Padre Samuel Joseph Kelly, Padre Joseph Peter Van Baast, and Padre John Henry Dorsey e i laici: Gilbert Faustina, Francis Xavier "Frank" Collins e Francis "Frank" Trenier.
L'Ordine prende il nome da Pietro Claver Corberò, un gesuita spagnolo proclamato santo nel 1888 da papa Leone XIII, che svolse la sua attività missionaria per gli schiavi a Cartagena, in Colombia, nel XVII secolo. Di lui si dice che abbia convertito al cattolicesimo 300 000 schiavi.
L'organizzazione dell'Ordine fu modellata su quella dei Cavalieri di Colombo.
Nel 1922 fu istituita, in seno all'organizzazione, la Divisione delle Dame Ausiliarie, per offrire le medesime opportunità alle donne laiche afroamericane. Le Ausiliarie furono ufficialmente riconosciute come una Divisione dell'Ordine nel 1926. Un programma per Giovani Cavalieri (Junior) esisteva già dai primi giorni dell'Ordine, la costituzione della Divisione Giovani Cavalieri fu adottata nel 1917 e ufficialmente riconosciuta nel 1935. Quella delle Giovani Figlie dell'Ordine ebbe il suo riconoscimento ufficiale nel 1930.
Il Sublime e Meritorio Quarto Grado fu organizzato nel 1917. Questa divisione è aperta ai Cavalieri che, dopo due anni di appartenenza continua, hanno dimostrato di operare attivamente nella Chiesa, nella comunità e nel Nobile Ordine. Un simile Quarto Grado per le dame, le Dame della Grazia, fu istituito per le Ausiliarie nel 1979. Ai membri del Quarto Grado dei Cavalieri spetta ci si rivolge con l'epiteto di "Signor Cavaliere" (Sir Knight) e alle dame del grado equivalente spetta il titolo di "Graziosa Dama" (Gracious Lady).
L'organizzazione è attiva negli Stati Uniti d'America e nel Sudamerica. Essa è composta da 298 Concili (divisioni maschili) e 312 Corti (divisioni femminili). Per i giovani fra i 7 e i 18 anni di età l'organizzazione conta 123 Concili juniores e 208 Corti juniores.
I Cavalieri di Pietro Claver e delle Dame Ausiliarie forniscono opportunità per tutti i cattolici di essere attivamente coinvolti nella loro fede vivendo il messaggio del Vangelo. I cavalieri e le Ausiliarie si impegnano in numerosi progetti di servizio presso chiese e comunità. Essi sostengono le attività caritatevoli di molte organizzazioni nazionali e internazionali come la National Association for the Advancement of Colored People (NAAP), le scuole cattoliche e la Xavier University of Louisiana di New Orleans.
La Conferenza episcopale cattolica degli Stati Uniti d'America ha recentemente rinnovato la concessione all'organizzazione per continuare il progetto di Salute ambientale nazionale e di alfabetizzazione di giustizia, un programma studiato per istruire i cittadini di comunità povere sui rischi ambientali per la salute. L'organizzazione dei Cavalieri di Pietro Claver è membro dell'Alleanza Internazionale dei Cavalieri Cattolici.

## Scopi dei Cavalieri
Gli scopi dei membri dell'organizzazione dei Cavalieri di Pietro Claver sono:
- aiutare localmente preti, parroci e vescovi;
- diventare attivi, come gruppo, nelle rispettive comunità di Cavalieri;
- instillare orgoglio civile e azione;
- impegnarsi in opportunità che permettano loro di dimostrare il loro Cattolicesimo;
- favorire l'interazione sociale creando incontri che promuovano il senso di comunità;
- fornire possibilità di scolarizzazione;
- sviluppare il carattere dei giovani;
- fornire stimoli sociali e intellettuali ai colleghi membri.

## Sommi Cavalieri e Dame

### Sommi Cavalieri
Segue qui un elenco dei Sommi Cavalieri che hanno prestato servizio come direttori generali dell'Ordine e il relativo periodo di servizio in carica:
1. Gilbert Faustina † (1909-1926)
2. Louis Israel † (1926-1940)
3. Alphonse Pierre Auguste † (1941)
4. John Henry Clouser † (1941-1946)
5. Joseph Roland Prejean † (1946-1952)
6. Beverly Victor Baranco, Jr., KSG † (1952-1958)
7. Eugene Boone Perry † (1958-1964)
8. Shields Gilbert Gilmore † (1964-1970)
9. Ernest Granger, Sr., KSG † (1970-1976)
10. Murry J. Frank † (1976-1982)
11. Chester J. Jones, KSG (1982-1988)
12. Paul Camille Condoll † (1988-1994)
13. Andrew Jackie Elly (1994-2000)
14. Arthur Cecil McFarland (2000-2006)
15. Gene Anthony Phillips, Sr., KHS (2006-2010)
16. Fredron DeKarlos Blackmon, OblSB, KHS (2010–2016)
17. James Kenneth Ellis (2016-attuale)

### Somme Dame
Segue un elenco delle Somme Dame che hanno prestato servizio come direttrici generali delle Ausiliarie e il relativo periodo di servizio in carica:
1. Mary Lula Figaro Lunnon † (1926-1928)
2. Alfaretta Ruth O'Ferrall Aubry † (1928-1952)
3. Lucy Elizabeth Huff Jones † (1952-1958)
4. Inez Young Bowman † (1958-1964)
5. Thelma Perrault Lombard † (1964-1970)
6. Florence Madeleine Woodfork Lee (1970-1976)
7. Elise LeNoir Morris (1976-1982)
8. Consuella Broussard (1982-1988)
9. Dorothy B. Henderson † (1988-1994)
10. Leodia Gooch (1994-2000)
11. Mary Louise Briers (2000-2006)
12. Geralyn Carmouche Shelvin (2006–2012)
13. Vertelle Amos Kenion (2012–attuale)

## Edifici
Il Peter Claver Building, uno storico edificio di New Orleans, funse da quartier generale dell'organizzazione dal 1951 al 1974, quando ne fu costruito un nuovo, adiacente edificio.